# اخگر (روزنامه)
روزنامه اخگر، یکی از مطبوعات استان فارس بود که به اصفهان منتقل و در این شهر منتشر می شد.
روزنامه اخگر خصوصیات ویژه‌ای دارد. امیرقلی امینی در مجله خاطرات وحید، خاطره‌ تولد این روزنامه را بازگو می‌کند. روندی که می‌توان گفت محصول رقابت بین شیراز و اصفهان بود. لطفعلی صورتگر طعنه‌ای به مردم اصفهان زده بود که نمی‌توانند یک روزنامه درست و استخواندار داشته باشند و این امر امیرقلی امینی را غیرتی کرده بود؛ چنان‌ که با عصبانیت به نزد فتح الله وزیر زاده (صاحب امتیاز و مدیر اخگر) رفته و از او خواسته است که اداره روزنامه را به او واگذار کند و از سال ۱۳۰۷ تا ۱۳۲۱ خورشیدی، این روزنامه به‌طور مرتب و با کیفیت بالا در اصفهان انتشار یافت. نگاه امیرقلی امینی که سردبیر جدید روزنامه اخگر شده بود، بیشتر به تحولات شهری و محلی بود. او معتقد بود اگر مردم اخبار و اطلاعات تحولات مرکز را بخواهند، روزنامه‌های مرکز هست، بنابراین یک روزنامه محلی باید بیشتر به تحولات محلی تمرکز داشته باشد. این روش و نیز جایگاه امیرقلی امینی که خود عضو شورای شهر اصفهان بود، باعث شد که او یک فرد مطلع در امور شهری شود و روزنامه‌اش نیز پُر از اطلاعات ناب شهری باشد. علاوه بر شهر اصفهان اخبار و اطلاعات زیادی درباره شهرهای دیگر همچون نجف آباد، شهرضا، بروجن، گلپایگان و دیگر شهرها و روستاها، در این روزنامه به چاپ می‌رسید.